# ناثان (لاعب كرة قدم)
ناثان هو لاعب كرة قدم برازيلي، ولد في 28 مايو 1999 في Brasilândia ‏ في البرازيل.

## وصلات خارجية
- ناثان على موقع قاعدة بيانات كرة القدم.إي يو (الإنجليزية)
- ناثان على موقع Soccerway.com (الإنجليزية)